# Kleinbürger

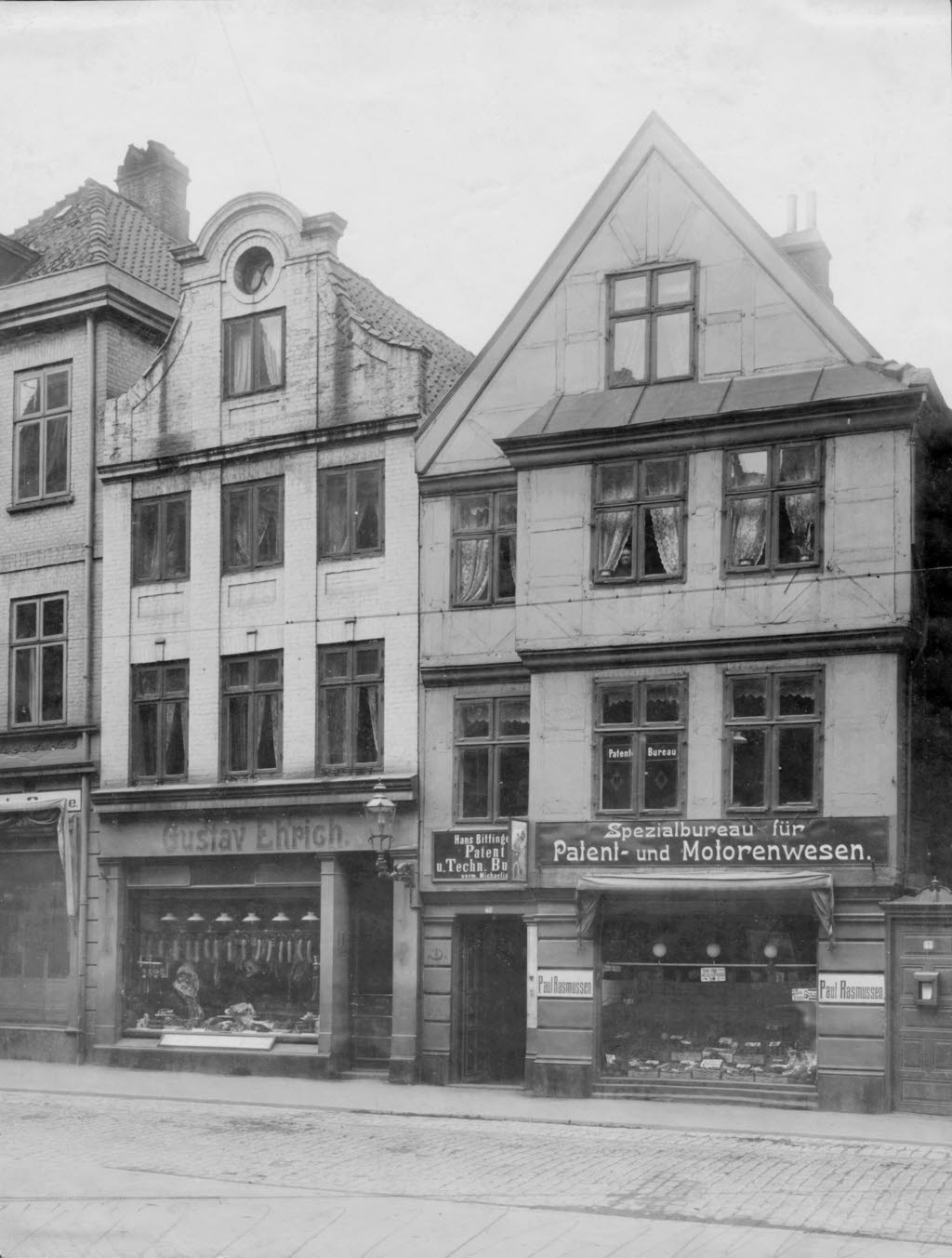
Kleinbürgerhäuser in der Kieler Holstenstraße, etwa 1904

Kleinbürger hießen ursprünglich jene Angehörigen des Bürgertums, die dessen unterster Schicht angehörten, wie Handwerker, kleine Kaufleute, Volksschullehrer u. Ä. als Gegenbegriff zum Großbürgertum. Heute wird mit dem Begriff laut dem Duden ein „Angehöriger des unteren Mittelstandes“ oder abwertend ein „Spießbürger“ beschrieben.

## Entstehung des Begriffs
Der Begriff „Kleinbürger“ scheint im 18. und 19. Jahrhundert entstanden zu sein. Adelungs Wörterbuch von 1811 kennt den Begriff nicht, erst das Deutsche Wörterbuch der Brüder Grimm und Nachfolger nennt ihn 1873. Der dortige erste Nachweis von 1783 lautet: „in Königsberg heiszen die arbeiter so, im gegensatz der groszbürger“. Der Duden nennt als Herkunft: „ursprünglich (landschaftlich) = Arbeiter“. Das DWDS sieht die Herkunft 1830 bei Ludwig Börne, zuvor im 18. Jahrhundert gelegentlich als „Arbeiter“.
Diese nüchterne soziale Scheidung erhielt in der Folge eine negative, moralische Komponente: Während sich der oft international tätige Großkaufmann und Großbürger schon aufgrund seiner Geschäftsbeziehungen eine weltläufige Denk- und Lebensweise beimaß, benutzte er den Begriff „kleinbürgerlich“ für eine beschränkte, nur auf die eigene kleine Welt bezogene Weltsicht des Tiefergestellten. Offenbar war diese Begriffsverschlechterung eine Folge der Abwertung des älteren Begriffs Spießbürger.

## Marxistische Begriffsverwendung
In der marxistisch-leninistischen Terminologie werden mit „Kleinbürger“ Nichtproletarier benannt, die sich ohne festen Klassenstandpunkt der gerade herrschenden Klasse anpassen. Adjektivisch wird ideologisches Abweichen (auch von Proletariern) als „kleinbürgerlich“ bezeichnet.
Kleinbürger stehen – ökonomisch sowie vom Marxismus her gesehen – zwischen dem Lohnarbeiter und dem Kapitalisten (vgl. auch Marx’ Lohnarbeit und Kapital). Mit dem Lohnarbeiter haben sie gemein, dass sie von der eigenen Arbeit leben müssen, mit dem Kapitalisten, dass sie dabei ihre eigenen Produktionsmittel benutzen und ihr Arbeitsprodukt als ihnen selbst gehörende Ware verkaufen. In der Mehrheit handelt es sich dabei um Einzelarbeiter – wodurch allerdings Abgrenzungsprobleme zum Bauern, namentlich (in leninistischer Terminologie) zum „Mittelbauern“ entstehen.
Die Selbstabgrenzung der Kleinbürger gegenüber dem Proletariat sowie ihre fehlende Solidarisierung mit dessen kommunistischen Bestrebungen brachte den Kleinbürgern dann zusätzlich zur Verachtung der Höhergestellten auch noch die Ablehnung kommunistischer Publizisten wie Marx und Horkheimer ein – erschien ihnen dieses Sichabgrenzen doch als Hindernis einer Revolution in ihrem Sinne.
In seinem Kommunistischen Manifest schrieb Karl Marx 1848:

„In Deutschland bildet das […] Kleinbürgertum die eigentliche Grundlage der bestehenden Zustände.“

Max Horkheimer notierte um 1960:

„Wir erleben es, daß die Klassen zerfallen […] Die Arbeiter in den Industriestaaten werden größtenteils miese Kleinbürger. Aber die Klassengegensätze bestehen weiter. Wie steht es mit der Ausbeutung? Die Tatsachen sprechen dafür, daß sie geringer geworden ist.“

Ein paar Jahrzehnte später schreiben Metz/Seesslen, der Kapitalismus vernichte mit der Abschaffung der Privilegien für das untere und mittlere Segment des Kleinbürgertums die sozialen Grundlagen der Demokratie. Das Kleinbürgertum als Subjekt der Geschichte könne auch „zur Gefahr für alles und jedes“ werden.
„Die Frage des Kleinbürgertums nimmt, wenn nicht eine zentrale Position, so doch einen wichtigen Platz in der Geschichte der kapitalistischen Gesellschaft und in der des Klassenkampfes ein.“